# Pelecanus erythrorhynchos
Il pellicano bianco americano (Pelecanus erythrorhynchos) è un grande uccello pescatore della famiglia Pelecanidae, proprio del Nuovo Mondo.
Il nome specifico viene dal greco ἐρυθρός (erythròs, "rosso") e ῥύγχος (rhynchos, "becco").

## Descrizione
È un grande uccello, con una lunghezza complessiva di 130–170 cm, di cui una parte cospicua spetta al becco (33–37 cm nei maschi, 26–33 cm nelle femmine). L'apertura alare è di circa 240–300 cm e il peso è compreso tra 5 e 10 kg.
Il piumaggio è quasi interamente bianco, eccetto per le remiganti primarie e secondarie, nere, poco visibili quando l'uccello è a terra. Il becco è lungo e piatto, con un grande sacco. I piccoli immaturi hanno piumaggio grigio chiaro.
Nella stagione degli accoppiamenti il becco assume un colore arancione vivo, come le iridi, la pelle intorno agli occhi e i piedi.
Non esiste dimorfismo sessuale rilevante, eccetto per la diversa grandezza.

## Distribuzione e habitat
Il pellicano bianco americano abita le acque dolci interne e le acque salmastre del Nordamerica.
Il punto più a nord in cui è stato segnalato come nidificante sono le rapide del Fiume degli Schiavi (Slave River) tra l'Alberta e i Territori del Nord-Ovest. Le colonie nidificanti più meridionali sono state segnalate nella California settentrionale e, a est, nell'Ontario meridionale.
D'inverno il pellicano bianco americano migra verso gli Stati Uniti meridionali e l'America Centrale, fino a Panama. Individui erratici, forse spinti dagli uragani, sono stati segnalati anche in Colombia. 

## Simbologia
Il pellicano bianco americano è presente sulla bandiera dello Stato della Louisiana, chiamato appunto "Stato del pellicano", e ha dato il nome alla franchigia di basket NBA dei New Orleans Pelicans.